# 1978 w filmie
Wydarzenia filmowe w 1978 roku.

## Premiery

### Filmy polskie
| Data            | Tytuł filmu                                 | Kraj   | Reżyseria                           | Obsada                                                                                     |
| --------------- | ------------------------------------------- | ------ | ----------------------------------- | ------------------------------------------------------------------------------------------ |
| 20 stycznia     | Tańczący jastrząb                           | Polska | Grzegorz Królikiewicz               | Franciszek Trzeciak, Beata Tyszkiewicz, Beata Tumkiewicz, Czesław Przybyła                 |
| 27 stycznia     | Granica                                     | Polska | Jan Rybkowski                       | Krystyna Janda, Sławomira Łozińska, Andrzej Seweryn, Zofia Jaroszewska                     |
| 29 stycznia     | Raszyn. 1809                                | Polska | Lucyna Smolińska Mieczysław Sroka   | Ignacy Machowski, Stanisław Zaczyk, Grzegorz Warchoł, Józef Fryźlewicz, Andrzej Antkowiak  |
| 13 lutego       | Akcja pod Arsenałem                         | Polska | Jan Łomnicki                        | Cezary Morawski, Mirosław Konarowski, Ryszard Gajewski, Magdalena Wołłejko, Jan Englert    |
| 20 lutego       | Wszyscy i nikt                              | Polska | Konrad Nałęcki                      | Emil Karewicz, Wiesław Gołas, Wirgiliusz Gryń, Stefan Paska, Ryszard Pietruski             |
| 13 marca        | Pokój z widokiem na morze                   | Polska | Janusz Zaorski                      | Marek Bargiełowski, Piotr Fronczewski, Gustaw Holoubek, Iwona Biernacka                    |
| 14 marca        | Pasja                                       | Polska | Stanisław Różewicz                  | Piotr Garlicki, Zbigniew Zapasiewicz, Bolesław Smela, Wojciech Alaborski, Henryk Machalica |
| 3 kwietnia      | Rekolekcje                                  | Polska | Witold Leszczyński                  | Ryszard Cieślak, Wojciech Pszoniak, Ewa Pokas, Hanna Skarżanka, Andrzej Precigs            |
| 17 kwietnia     | Nie zaznasz spokoju                         | Polska | Mieczysław Waśkowski                | Krzysztof Janczar, Joanna Pacuła, Piotr Pręgowski, Ryszard Faron, Tomasz Borkowy           |
| 21 kwietnia     | Antyki                                      | Polska | Krzysztof Wojciechowski             | Leonard Mokicz, Januariusz Gościmski jr, Zbigniew Bartosiewicz, Bronisław Frankowski       |
| 10 maja         | Romans Teresy Hennert                       | Polska | Ignacy Gogolewski                   | Barbara Brylska, Józef Duriasz, Wieńczysław Gliński, Tadeusz Janczar, Elżbieta Kępińska    |
| 17 maja         | Zapach ziemi                                | Polska | Dragovan Jovanovic                  | Kazimierz Borowiec, Neda Spasojevic, Ana Krasojevic, Ferdynand Wójcik                      |
| 16 czerwca      | Wesela nie będzie                           | Polska | Waldemar Podgórski                  | Krzysztof Stroiński, Anna Dymna, Małgorzata Potocka, Władysława Skwarska                   |
| 24 lipca        | Wodzirej                                    | Polska | Feliks Falk                         | Jerzy Stuhr, Sława Kwaśniewska, Wiktor Sadecki, Michał Tarkowski, Jana Svandova            |
| 21 sierpnia     | Nauka latania                               | Polska | Sławomir Idziak                     | Tomasz Hudziec, Hanna Bieluszko, Sława Kwaśniewska, Ewa Ziętek, Henryk Dłużyński           |
| 2 września      | Akwarele                                    | Polska | Ryszard Rydzewski                   | Dorota Kwiatkowska, Leszek Mikołajczyk, Irena Malkiewicz, Jerzy Bończak                    |
| 12 września     | ...gdziekolwiek jesteś panie prezydencie... | Polska | Andrzej Trzos- Rastawiecki          | Tadeusz Łomnicki, Jack Recknitz, Henryk Czyż, Rudolf Gołębiowski                           |
| 21 września     | Spirala                                     | Polska | Krzysztof Zanussi                   | Jan Nowicki, Maja Komorowska, Zofia Kucówna, Aleksander Bardini, Jan Świderski             |
| 25 września     | Azyl                                        | Polska | Roman Załuski                       | Marek Frąckowiak, Zofia Rysiówna, Ewa Lemańska, Maria Kaniewska                            |
| 6 października  | Pejzaż horyzontalny                         | Polska | Janusz Kidawa                       | Mieczysław Hryniewicz, Jarosław Kopaczewski, Wiesław Wójcik, Tadeusz Madeja                |
| 9 października  | Znaki zodiaku                               | Polska | Gerard Zalewski                     | Iwona Bielska, Leszek Długosz, Zdzisław Wardejn, Justyna Kulczycka, Maria Mamona           |
| 15 października | Bitwa pod Cedynią – 972 rok                 | Polska | Krzysztof Riege                     | Władysław Filipowiak, Andrzej Nadolski, Leonard Ratajczyk, Michał Tymowski                 |
| 16 października | Hallo Szpicbródka                           | Polska | Janusz Rzeszewski Mieczysław Jahoda | Piotr Fronczewski, Gabriela Kownacka, Ewa Wiśniewska, Irena Kwiatkowska                    |
| 23 października | Pogrzeb świerszcza                          | Polska | Wojciech Fiwek                      | Maciej Tomczak, Joanna Jędryka, Tadeusz Borowski, Monika Alwasiak, Aneta Filipczak         |
| 27 października | Do krwi ostatniej...                        | Polska | Jerzy Hoffman                       | Anna Dymna, Marek Lewandowski, Jerzy Trela, Jerzy Braszka, Andro Kobaładze                 |
| 17 listopada    | Wśród nocnej ciszy                          | Polska | Tadeusz Chmielewski                 | Tomasz Zaliwski, Piotr Łysak, Henryk Bista, Mirosław Konarowski, Jerzy Bończak             |
| 27 listopada    | Bez znieczulenia                            | Polska | Andrzej Wajda                       | Zbigniew Zapasiewicz, Ewa Dałkowska, Andrzej Seweryn, Krystyna Janda, Roman Wilhelmi       |
| 8 grudnia       | Co mi zrobisz jak mnie złapiesz             | Polska | Stanisław Bareja                    | Krzysztof Kowalewski, Bronisław Pawlik, Stanisław Tym, Ewa Wiśniewska                      |

### Filmy zagraniczne
- Konwój – reż. Sam Peckinpah
- Grease – reż. Randal Kleiser
- Komandosi z Navarony – reż. Guy Hamilton
- Łowca jeleni – reż. Michael Cimino
- Midnight Express – reż. Alan Parker
- Niezamężna kobieta – reż. Paul Mazursky
- Przybywa jeździec – reż. Alan J. Pakula
- Halloween – reż. John Carpenter
- Superman – reż. Richard Donner
- Szczęki II – reż. Jeannot Szwarc
- Ślicznotka – reż. Louis Malle
- Śmierć na Nilu – reż. John Guillermin
- Wielki sen – reż. Michael Winner
- 36 komnata Shaolin – reż. Liu Chia-liang

## Nagrody filmowe

### Oskary
- Najlepszy film – Łowca jeleni – reż. Michael Cimino
- Najlepszy aktor – Jon Voight – Powrót do domu – reż. Hal Ashby
- Najlepsza aktorka – Jane Fonda – Powrót do domu
- Wszystkie kategorie: 51. ceremonia wręczenia Oscarów

### Festiwal w Cannes
- Złota Palma: Ermanno Olmi – Drzewo na saboty (L’albero degli zoccoli)

### Festiwal w Berlinie
- Złoty Niedźwiedź: José Luis García Sánchez – Pstrągi

### VFestiwal Polskich Filmów Fabularnych
- Lwy Gdańskie (ex aequo): Pasja reż. Stanisław Różewicz, Bez znieczulenia reż. Andrzej Wajda

## Urodzili się
- 22 marca – Daisy Haggard, brytyjska aktorka
- 27 kwietnia – Łukasz Płoszajski, polski aktor
- 11 maja – Laetitia Casta, francuska modelka i aktorka
- 12 maja – Jason Biggs, amerykański aktor
- 26 maja – Benji Gregory, amerykański aktor (zm. 2024)
- 6 czerwca – Judith Barsi, amerykańska aktorka dziecięca
- 12 lipca – Michelle Rodriguez, amerykańska aktorka
- 7 sierpnia – Cirroc Lofton, amerykański aktor
- 24 listopada – Katherine Heigl, amerykańska aktorka
- 10 grudnia – Summer Phoenix, amerykańska aktorka
- 12 grudnia:
  - Joanna Liszowska, polska aktorka
  - Magdalena Boczarska, polska aktorka
- 18 grudnia:
  - Katie Holmes, amerykańska aktorka
  - Anna Powierza, polska aktorka
- 26 grudnia – Anna Przybylska, polska aktorka (zm. 2014)
- 31 grudnia – Johnny Sins, amerykański aktor pornograficzny

## Zmarli
- 26 sierpnia – Charles Boyer, aktor (ur. 1899)
- 28 sierpnia – Robert Shaw, brytyjski aktor (ur. 1927)
- 9 września – Jack Warner, założyciel studia filmowego w Hollywood (ur. 1892)
- 30 września – Edgar Bergen, aktor
- 16 października – Dan Dailey, aktor
- 19 października – Gig Young, aktor
- 30 października – Marian Melman, aktor (ur. 1900)
- 12 listopada – Tadeusz Fijewski, polski aktor (ur. 1911)
- 23 grudnia – Mieczysław Pawlikowski, polski aktor (ur. 1920)